# Orden de la Corona de Países Bajos

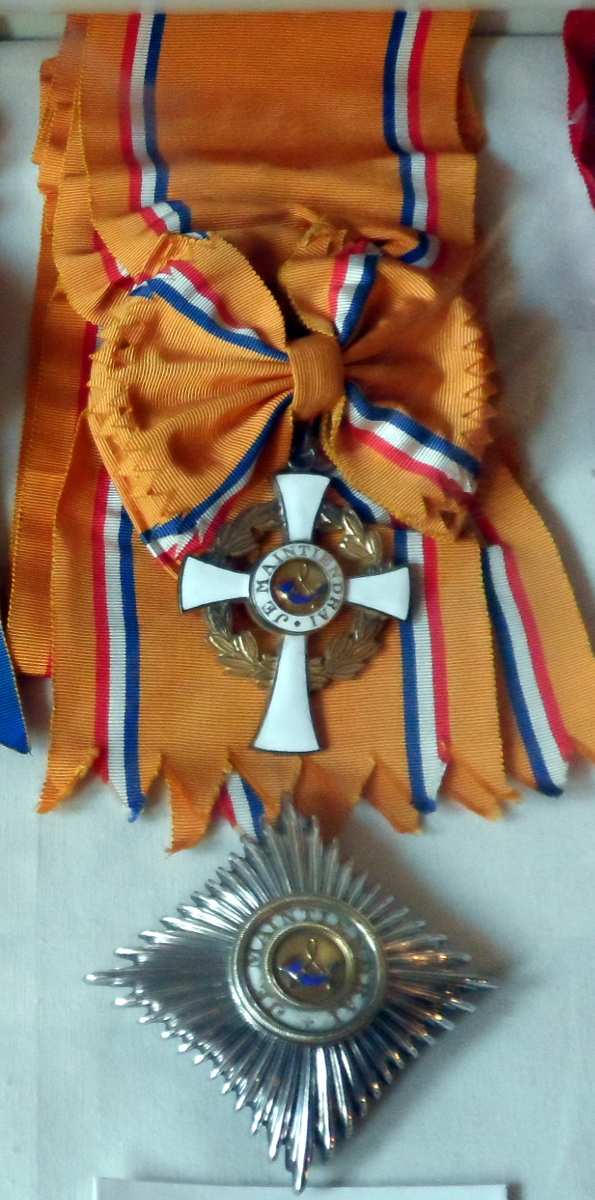
Fajín con placa y estrella del grado Gran Cruz de la Orden de la Corona.

La Orden de la Corona (en neerlandés: Kroonorde) es una orden de la Casa Real neerlandesa . La orden se creó como resultado de la reorganización que hizo la Reina Juliana de la Orden de la Casa de Orange (Huisorde van Oranje) en 1969; ya que se consideró que las 18 clases de la Orden de la Casa de Orange no eran apropiadas en el contexto de igualdad en el que se encontraba la sociedad holandesa en los años 60. Dicha Orden se dividió para crear cinco nuevas órdenes. Al ser una orden de la dinastía Orange, no está sujeta al gobierno neerlandés; siendo la decisión de otorgarla solamente del monarca neerlandés.
La Orden de la Corona se otorga a "extranjeros que han prestado servicio especial al Rey holandés o su Casa". La reina Beatrizinstauró una medalla de plata para conmemorar visitas estatales.
La Orden de la Corona cuenta con cinco grados y tres medallas. Esto permite al monarca neerlandés dispensar las órdenes según el rango del condecorado.

## Grados
1. Gran Cruz.
2. Gran Cruz de Honor con Estrella.
3. Gran Cruz de Honor.
4. Gran Cruz con condecoración.
5. Gran Cruz.
6. Medalla de Oro.
7. Medalla de Plata.
8. Medalla de Bronce.

## Lista de condecorados
- Carlos de Gales (1972).
- Alejandra de Kent (1982).
- Harald V de Noruega (1986).
- Sonia de Noruega (1986).
- Astrid de Noruega (1986).
- Naruhito de Japón (1991).[2]
- Marta Luisa de Noruega (1996).
- Maha Vajiralongkorn de Tailandia (2004).
- Maha Sirindhorn de Tailandia (2004).
- Astrid de Bélgica (2006).
- Clara de Bégica (2006).
- Lorenzo de Bélgica (2006).
- Lorenzo de Austria-Este (2006).
- Eva Köhler (2007).
- Alma Adamkienė (2008).
- Hayrünnisa Gül (2012).
- Al-Muhtadee Billah de Brunéi (2013).[2]
- Pengiran Anak Sarah de Brunéi (2013).[2]
- Letizia, reina de España (2014).[3]
- Masako de Japón (2014).[4][5]
- Kiko Kawashima de Japón (2014).[5]
- Fumihito de Japón (2014).[5]
- Benedicta de Dinamarca (2015).[6]
- Joaquín de Dinamarca (2015).[6]
- Marie de Dinamarca (2015).[6]
- Juliana Awanda (2017).[7]